# Voyageur (professione)

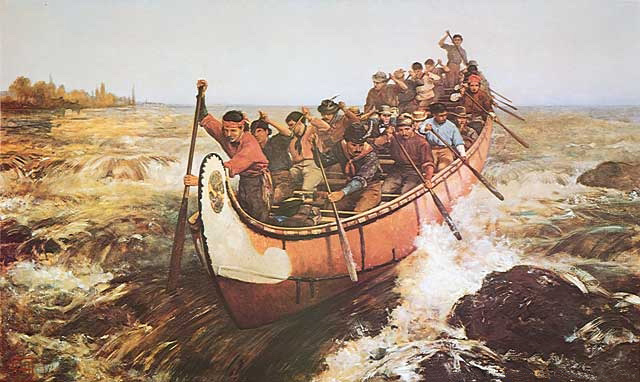
Shooting the Rapids (1879) di Frances Anne Hopkins

I voyageur (in francese "viaggiatori" - plurale francese voyageurs) erano canoisti canadesi di origine francese che si occupavano del trasporto delle pellicce tra il XVIII e il XIX secolo, periodo in cui si assistette al culmine del commercio dei pellami nel Nord America. 
Il significato emblematico del termine si applica a quei luoghi della Nuova Francia, inclusi il Pays d'en Haut e il Pays des Illinois, e ai tempi in cui questo tipo di commercio avveniva su lunghe distanze, percorse parte per vie d'acqua su canoe e parte via terra. I voyageur erano considerati alla stregua di eroi e celebrati nelle opere artistiche popolari (ballate, canti, ecc). Nonostante la loro fama, i voyageur facevano una vita ardua: dovevano infatti essere in grado di trasportare a mano almeno due fasci di pelliccia da 41 kg durante le tratte a piedi, fattore che li portava ad avere delle ernie e talvolta a morire a causa di esse. In genere i voyageur iniziavano a lavorare poco più che ventenni e terminavano all'età di sessant'anni. Nonostante questo stile di vita estenuante, non riuscivano mai a racimolare abbastanza denaro da potersi permettere un ritiro anticipato da questa attività.